# Ilmenit
Az ilmenit az oxidásványok közé tartozó ásvány, az ilmenitcsoport névadó ásványa. A trigonális kristályrendszerben kristályosodik, lapos lemezes kristályai tömött szemcsés halmazokat alkotnak. Előfordul mangán vagy magnézium szennyeződése, ekkor porának színe világos ibolyás árnyalatúvá válik. A magas titántartalom miatt fontos nyersanyag, feldúsulásokban a legfontosabb titánércásvány.
Kémiai összetétele:
- Titán (Ti) = 31,6%
- Vas (Fe) = 36,8%
- Oxigén (O) = 31,6%

## Keletkezése
Elsődlegesen bázikus magmás kőzetekben járulékos kőzetalkotó ásvány. Nagyobb mélységben megszilárduló magmatikus kőzetekben nagy szemcsés (pegmatitos) megjelenése a jellemző. Gyakori az előfordulása mállást követő áthalmozódásokban torlatásványként.
Hasonló ásványok: hematit és a magnetit.

## Előfordulásai

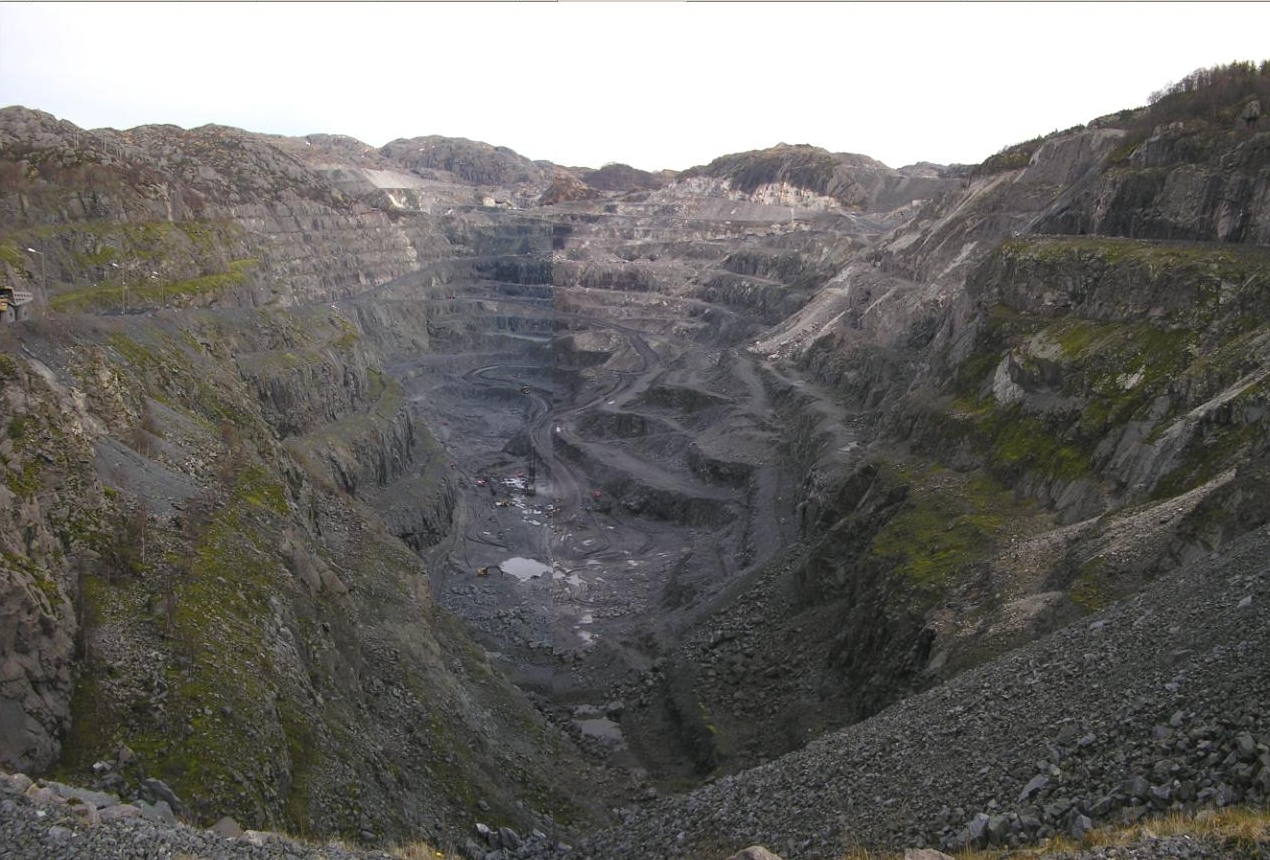
Ilmenit külszíni fejtés. Norvégia, Sokndal

Legfontosabb előfordulásai a Skandináv-félsziget ércesedési zónáiban találhatók. Norvégiában a déli területen Sokndal közelében, Svédországban több helyen. Svájc területén a Szt. Gotthard vidékén. Oroszországban az Ural-hegységben több helyen. Jelentősek az indiai előfordulások. Nagyobb mennyiségben Dél-afrikai Köztársaság KwaZulu-Natal tartományában található. Az Amerikai Egyesült Államokban Wyoming és New York szövetségi államok területén. Kanada Québec tartományában és Ausztrália Queensland tartományában.
Kísérő ásványok: apatit, hematit, kromit, kvarc, magnetit, rutil, titanit és földpátok.

## Hazai előfordulások
A Bükk hegység DNY-i részén Szarvaskő közelében magmás kőzetek, elsősorban diabáz változatok eruptív tömegei és teléres kifejlődésű ércesedésekben a Vasbánya-hegy területén jellemző az oxidos ércesedés, ahol magnetit társaságában aprószemcsésen jelenik meg. Erdőbénye közelében andezit  kőfejtőben hidrotermásan keletkezett ércesedésben mutattak ki ilmenitet. Cserépváralja közelében a miocén korban keletkezett torlatban található más nehézfém ásványokkal együtt. Celldömölk mellett a Ság hegyen az ilmenit centiméter nagyságú, vékony lemezekben fennőve fordul elő, táblás kristályai fűrész-szerű összenövésekben alakultak ki. Sály község határában a Tarizs-hegy árkaiban ilmenitet is tartalmazó homok található, mely torlatban dúsult fel. Zalahaláp nagy kiterjedésű kőbányájában az alsóbb durvaszemű kőzetekben gyakori az ilmenit megjelenése kifejlett hatszöges apró táblácskákban. Vaskeresztes melletti Szőlő-hegy déli oldalán fekete érces tömbökben ilmenitszerpentin található, magas fémtartalommal. Az ilmenittartalmú zöld szerpentin alapkőzete: gabbró.

## Holdi előfordulások
Az ilmenit a holdi bazaltok és gabbrók fontos alkotó ásványa. Az Apollo-11 és Apollo-17 kőzetmintái között nagy titántartalmú kőzetek és kőzetüvegek is előfordultak.